# Heroin(e)
Heroin(e) (no Brasil, Heroína(s)) é um filme-documentário em curta-metragem estadunidense de 2017 dirigido e escrito por Elaine McMillion Sheldon e Kerrin Sheldon. Distribuída pela Netflix, a obra foi indicada ao Oscar de melhor documentário de curta-metragem na edição de 2018.